# Когерентность (философская спекулятивная стратегия)
В мысленном эксперименте, предложенном итальянским теоретиком вероятностей Бруно де Финетти в порядке оправдания Байесовской вероятности, массив ставок является точно когерентным, если он не подвергает спорщика верному проигрышу вне зависимости от исходов событий, на которые он ставит, обеспечив его оппоненту разумный выбор.

## Действующие субъективные вероятности как ставочные шансы
Вы должны задать цену обещания заплатить 1 рубль, если Вася Пупкин выиграет завтрашние выборы, и 0 рублей в обратном случае. Вы знаете, что у вашего оппонента будет возможность выбора: или купить такое обещание у вас по заданной вами цене, или потребовать, чтобы вы купили такое обещание у оппонента по той же цене. Другими словами: вы задаете шансы, но ваш оппонент решает, с какой стороны пари окажетесь вы.

## «Голландские ставки»
Говорят, что личность сделала голландскую ставку, если она установила цены на массив ставок таким образом, что она несёт убыток вне зависимости от того, какой исход случится.

### Самый простой пример голландской ставки
Правила не запрещают вам установить цену выше, чем 1 рубль, но если вы сделаете это, ваш расчетливый оппонент может продать вам этот завышенный в цене билет, а затем ваш оппонент выходит вперед вне зависимости от исхода события, на которое вы поставили.
Правила также не запрещают вам установить отрицательную цену, но тогда ваш оппонент может заставить вас заплатить ему, чтобы принять обещание от вас заплатить ему позже, если случится определенное непредвиденное обстоятельство.
В любом случае вы в проигрыше. Эти ситуации «проигрыш-проигрыш» соответствуют тому факту, что вероятность не может ни превысить 1, ни быть меньше, чем 0.

### Другая голландская ставка
Теперь предположим, вы установили цену обещания заплатить 1 рубль, если Спартак победит в следующем чемпионате, и цену обещания заплатить 1 рубль, если ЦСКА победит, и, наконец, цену обещания заплатить 1 рубль в случае победы или Спартака, или ЦСКА (ничейный исход в данном случае принимается невозможным для упрощения). Вы можете установить цены таким образом, что
Цена(Спартак)+Цена(ЦСКА){\displaystyle \neq }Цена(Спартак или ЦСКА)
Но если вы установите цену третьего билета слишком низко, ваш расчетливый оппонент купит этот билет и продаст вам остальные два билета. Если вы рассмотрите три возможных исхода (Спартак, ЦСКА, какая-нибудь другая команда), то увидите, что независимо от того, какой из трех исходов произойдет, вы проиграете. Аналогичная судьба ожидает вас, если вы зададите цену третьего билета слишком высокой относительно двух других цен. Это соответствует факту, что вероятности несовместных событий аддитивны (см. аксиомы вероятности).

## Условные пари и условные вероятности
Теперь представьте более сложный сценарий. Вы должны задать цены трех обещаний:
- заплатить 1 рубль, если Спартак побеждает в завтрашней игре; покупатель этого обещания теряет свою ставку, если Спартак не побеждает независимо от того, проигрывает он, или наступает ничья;

- заплатить 1 рубль, если Спартак побеждает, и вернуть цену обещания, если ничья;

- заплатить 1 рубль если игра завершится победой любой команды (не ничья).

Возможны три исхода: ничья, Спартак победил, Спартак проиграл. Вы можете задать цены таким образом, что
Цена(не ничья)+Цена(Спартак победил|не ничья){\displaystyle \neq }Цена(Спартак победил)
(где вторая цена в формуле та, что включает возврат ставки при ничьей).
Ваш расчетливый оппонент пишет три линейных неравенства в трех переменных. Переменные — суммы, которые он вложит в каждое из трех обещаний; значение одного из них отрицательно, если он заставит вас купить это обещание, и положительно, если он купит его у вас. Каждое неравенство соотносится с одним из трех возможных исходов.
Каждое неравенство констатирует, что чистая прибыль вашего оппонента больше нуля. Решение существует тогда и только тогда, когда определитель матрицы не нулевой. Этот определитель:
Цена(не ничья)*Цена(Спартак победил|не ничья)-Цена(Спартак победил).
Так ваш расчетливый оппонент может превратить вас в полного неудачника, только если вы не устанавливаете ваши цены способом, который соответствует простейшей общепринятой характеристике условной вероятности.

## Когерентность
Может быть показано, что установка цен когерентна, когда они удовлетворяют аксиомам вероятности и зависимым результатам, таким как формула включений-исключений (но не обязательно счетной аддитивности).